# Europæisk bison
Den europæiske bison eller visenten (Bison bonasus) er et dyr i bisonslægten af skedehornede. Dyret kan blive 1,88 m i stangmål og 2,1-3,4 meter langt med en hale på 30-60 cm og vejer 300-920 kg. Den er Europas tungeste landdyr. I 1927 blev det sidste vilde eksemplar dræbt i Kaukasus. Der eksisterede nu kun 54 individer i zoologiske haver. Siden 1951 er dyret med succes blevet genudsat i naturen. I 2009 var der 4.200 europæiske bisoner, men da de alle stammer fra blot 12 forfædre, er de sårbare overfor sygdomme som mund- og klovsyge. Den europæiske har været registreret på IUCNs rødliste som en truet art, men i 2019 var bestanden vokset til 6.200 dyr, og i december 2019 meddelte life-bison.com at IUCN havde ændret status til næsten truet (ses dog stadig ikke på iucnredlist.org i januar 2021).
Knoglefund viser, at arten fandtes i både Danmark og Sydsverige i den præboreale tid for flere tusinde år siden, men derefter forsvandt den fra Skandinavien.
Bison har været forsøgt placeret på Knudshoved Odde i 1970. Naturstyrelsen Bornholm udsatte i juni 2012 visenter i Almindingen på Bornholm, og i 2019 blev der udsat 4 bisoner i Lille Vildmose i Jylland, og flere er kommet til. Desuden er der visenter i Blåvand Zoo, Ree Park og Merritskov ved Bandholm.